# The Liverbirds
The Liverbirds (ˈlaɪvəbɜ:ds) waren eine zwischen 1962 und 1967 aktive Beatband aus Liverpool, England. Die vier Bandmitglieder waren Pamela Birch, Valerie Gell (beide Gesang, Gitarre), Mary McGlory (Gesang, Bass) und Sylvia Saunders (Schlagzeug). Sie waren eine der ganz wenigen weiblichen Bands aus der Merseybeat-Szene und eine der ersten Rock-Bands, die sich nur aus weiblichen Mitgliedern zusammensetzte.
Der Name der Band entstammt der Figur des Liver Bird (ˈlaɪvə bɜ:d), auf dem Turm des Royal Liver Building, der das Symbol ihres heimischen Liverpools ist.

## Geschichte

### Bandgeschichte
Gell und Saunders gründeten die Band Anfang des Jahres 1962 unter dem Namen „The Debutones“ gemeinsam mit Irene Green und Sheila McGlory. Green und McGlory verließen die Band jedoch sehr früh und wurden durch Mary McGlory – Sheila McGlorys Schwester – und Pamela Birch ersetzt. In ihrer Anfangszeit spielten sie vor allem im Cavern Club in ihrer Heimatstadt, in der auch die Beatles regelmäßige Gäste waren. Bei einem Auftritt in Liverpool war auch Henry Henroid anwesend, der damals den Hamburger Star-Club leitete, und buchte die Band für einige Auftritte in Hamburg.
Die Liverbirds erreichten mehr kommerziellen Erfolg in Deutschland als in ihrer Heimat. Früh in ihrer Karriere folgten sie den Fußstapfen von Kollegen wie The Beatles und Rory Storm & the Hurricanes. Die vier kamen erstmals im Mai 1964 als „die weiblichen Beatles“ von Liverpool nach Hamburg in den legendären „Star-Club“. Um stilistisch zu ihrer im Vergleich zu anderen Beatbands rauheren Musik zu passen, ließen sie sich von Astrid Kirchherr neu einkleiden. In Hamburg waren The Liverbirds eine der Top-Attraktionen und veröffentlichten auf Bitten von Manfred Weissleder bei dessen Label Star-Club Records zwei Alben und einige Singles. Eine dieser Singles, eine Coverversion von Bo Diddleys „Diddley Daddy“, stieg bis auf Platz 5 der deutschen Charts.
1968 löste sich die Band in Hamburg auf, weil zwei der Bandmitglieder, Sylvia Saunders und Valerie Gell, Familien gründeten. Ohne diese beiden reisten Pamela Birch und Mary McGlory noch nach Japan und spielten eine Tour mit Gastmusikerinnen und beschlossen danach, die Band aufzulösen. 1998 wurde durch die deutsche Band Die Braut haut ins Auge ein Reunion-Auftritt der Band im Hamburger CCH. organisiert.

### Nach der Auflösung
Einige Mitglieder der Band haben sich in Deutschland dauerhaft niedergelassen. Mary McGlory war bis zu dem Tod ihres Mannes mit dem deutschen Sänger, Songwriter, Musikproduzenten und stellvertretenden Vorsitzenden des Aufsichtsrates der GEMA, Frank Dostal, verheiratet und heißt seitdem Mary Dostal. Die beiden haben zwei gemeinsame Kinder. Sie gründete und leitete das in Hamburg ansässige Unternehmen „JA/NEIN Musikverlag GmbH“.
Pamela Birch blieb ebenfalls in Deutschland. Sie starb am 27. Oktober 2009 im Alter von 65 Jahren im Universitätsklinikum Hamburg-Eppendorf. Valerie Gell zog nach München und starb am 11. Dezember 2016 im Alter von 71 Jahren.

## Diskografie

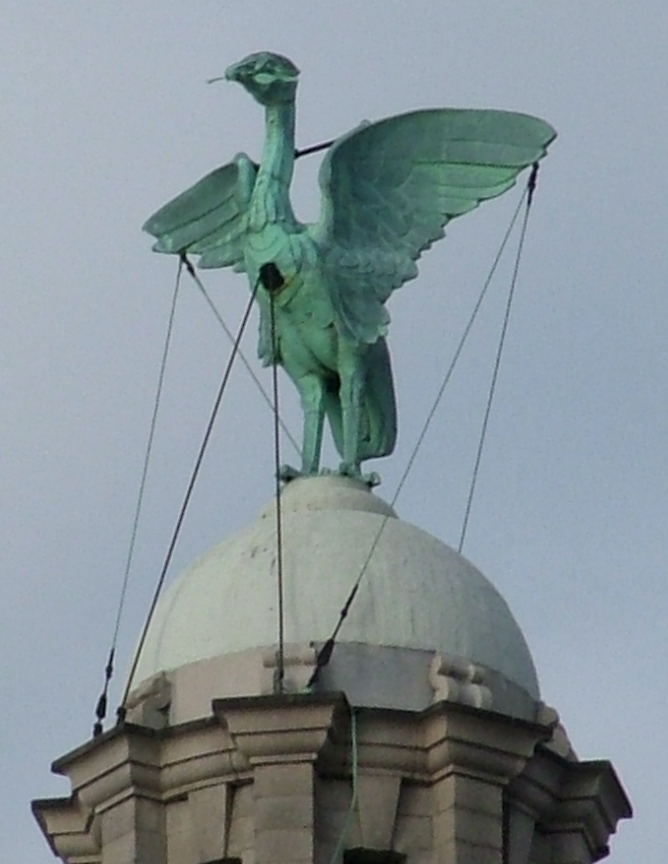
Der Liver Bird in Liverpool

### Studioalben
- 1964: Star-Club Show 4: The Liverbirds
- 1966: More of The Liverbirds

### Singles
- 1965: Diddley Daddy
- 1965: Shop Around
- 1965: Peanut Butter
- 1966: Loop De Loop